# Куккаролахти
Ку́ккарола́хти (фин. Kukkarolahti) — озеро на территории Элисенваарского сельского поселения Лахденпохского района Республики Карелии и общины Париккала провинции Южной Карелии губернии Южной Финляндии Республики Финляндии.

## Общие сведения
Площадь залива — 3,8 км². Располагается на высоте 70,0 метров над уровнем моря.
Форма залива продолговатая: вытянут с запада на восток. Берега каменисто-песчаные.
Является частью озера Симпелеярви, сток из которого осуществляется в озеро Кивиярви, откуда вытекает река Кокколанйоки.
Название залива переводится с финского языка как «залив-кошелёк».
Код объекта в государственном водном реестре — 01040300215202000012939.